# Solomon Warriors Football Club
O Solomon Warriors Football Club é um clube de futebol das Ilhas Salomão. Até maio de 2010 possuíam o nome de Uncles Football Club. Em 2004 e 2005, mudaram temporariamente de nome para Wantoks (não se sabe o motivo), para a disputa da S League.

## Títulos
- Telekom S-League: 2011–12 e 2013–14
- Telekom Knockout Championship: 2011, 2012
- Supercopa da Melanésia: 2014[1] e 2015[2]